# Тячевский консервный завод
Тячевский консервный завод — предприятие пищевой промышленности в городе Тячев Тячевского района Закарпатской области Украины, прекратившее производственную деятельность.

## История
Ещё в 1920е - 1930е годы Тячев был известен как центр выращивания яблок, которые не только продавались в Чехословакии, но и экспортировались за пределы страны. В селении было создано небольшое производство по их переработке, на котором работали два человека. 14 марта 1939 года была провозглашена независимость Словакии, и в этот же день венгерские войска перешли в наступление в Закарпатье. 15 марта 1939 года венгерские войска заняли Тячев и он оказался в составе Венгрии.
23 октября 1944 года Тячев заняли части 17-го гвардейского стрелкового корпуса РККА, здесь был избран Народный комитет, и в 1945 году в составе Закарпатья он вошёл в состав СССР.
Тячевский плодоконсервный завод был создан на базе национализированного в 1945 году предприятия, которое было реконструировано и значительно расширено. Строители из Одессы построили для завода котельную и механический цех. В 1950 году завод получил новую аппаратуру и освоил производство компотов, соков и экстрактов.
В дальнейшем, предприятие получило новое название - Тячевский консервный завод. По состоянию на начало 1969 года завод производил 27 видов продукции, которая продавалась далеко за пределами области - в Сумах, Донецке, Киеве, Москве, Иркутске, Челябинске и других городах. Он являлся единственным предприятием в СССР, выпускавшим детское питание из лесных ягод.
В целом, в советское время завод входил в число ведущих предприятий города.
После провозглашения независимости Украины завод перешёл в ведение государственного комитета пищевой промышленности Украины.
В мае 1995 года Кабинет министров Украины утвердил решение о приватизации завода. 1 июля 1996 года было утверждено решение о реструктуризации завода. 18 мая 1998 года государственное предприятие было преобразовано в открытое акционерное общество, а 31 марта 2017 года - реорганизовано в закрытое акционерное общество.
В дальнейшем, завод был закрыт, а производственное оборудование - демонтировано на металлолом. В настоящее время здание завода выставлено на продажу.